# Crispian Hollis
Roger Francis Crispian Hollis (potocznie znany jako Chrispian Hollis, ur. 17 listopada 1936 w Bristolu) – brytyjski duchowny rzymskokatolicki, w latach 1988-2012 biskup diecezjalny Portsmouth. 

## Życiorys
Święcenia kapłańskie przyjął 11 lipca 1965 w diecezji Clifton z rąk kardynała Williama Theodora Hearda. 13 lutego 1987 papież Jan Paweł II mianował go biskupem pomocniczym Birmingham ze stolicą tytularną Cincari. Sakry udzielił mu 5 maja 1987 Maurice Noël Léon Couve de Murville, ówczesny arcybiskup metropolita Birmingham. 6 grudnia 1988 został przeniesiony na urząd biskupa diecezjalnego Portsmouth. 
11 lipca 2012 papież Benedykt XVI przyjął jego rezygnację z urzędu złożoną ze względu na wiek.